# Leopoldo García-Colín Scherer
Leopoldo García-Colín Scherer (Ciudad de México, 27 de noviembre de 1930 - 8 de octubre de 2012) fue un destacado físico mexicano que trabajó en el área de la termodinámica de procesos fuera de equilibrio. Fue miembro de El Colegio Nacional de México y profesor distinguido de la Facultad de Ciencias (UNAM) y Universidad Autónoma Metropolitana Unidad Iztapalapa.

## Semblanza
Obtuvo el título de licenciado en Química en la Universidad Nacional Autónoma de México (UNAM) en 1953. Recibió el doctorado en Física en la Universidad de Maryland  en 1959. Fungió como profesor de la Benemérita Universidad Autónoma de Puebla de 1960 a 1963, después, en la Facultad de Ciencias de la UNAM de 1967 a 1984. Fue investigador en el Centro Nuclear de Salazar, subdirector de Investigación Básica de Procesos del Instituto Mexicano del Petróleo de 1967 a 1974, investigador del Instituto de Investigaciones de Materiales de la UNAM en el periodo de 1984 a 1988. En sus últimos años fue profesor de la Universidad Autónoma Metropolitana campus Iztapalapa de la que fue fundador. Fue elegido como miembro de El Colegio Nacional el 12 de septiembre de 1977. Fue miembro del Sistema Nacional de Investigadores con nivel III desde 1988. Recibió un doctorado honoris causa por parte de la Universidad Nacional Autónoma de México en abril del 2007.

## Premios y reconocimientos
- Premio de Física de la Universidad de Maryland, 1956-1957.
- Premio de Investigación de la Academia Mexicana de Ciencias, en 1965.[2]
- Medalla al Mérito por la Benemérita Universidad Autónoma de Puebla, en 1965.
- Premio Nacional de Ciencias de México en 1988.[3]
- Cátedra de excelencia de nivel I en 1994 y 1995.

## Áreas de investigación
- Física estadística de sistemas fuera de equilibrio
- Termodinámica irreversible no lineal
- Fundamentos de la cinética química
- Fundamentos de la hidrodinámica
- Fundamentos de la superfluidez
- Fundamentos de la transición vítrea

## Libros y artículos publicados
- 237 trabajos de investigación.
- 60 artículos de divulgación.
- 31 libros de distintos temas.